# Stade Adriatico
 (avril 2025).
Si vous disposez d'ouvrages ou d'articles de référence ou si vous connaissez des sites web de qualité traitant du thème abordé ici, merci de compléter l'article en donnant les références utiles à sa vérifiabilité et en les liant à la section « Notes et références ».
Le stade Adriatico (du nom de la mer Adriatique) est un stade multi-usage, situé à Pescara en Italie et créé en 1955. Il est le stade du Delfino Pescara et peut accueillir jusqu'à 23 800 personnes.
En 2009, il a été choisi pour accueillir la finale du tournoi de football et les compétitions d'athlétisme des Jeux méditerranéens.

## Liens
- (it) Fiche technique du stade sur le site du Pescara Calcio.